# Liên hoan phim Việt Nam lần thứ 18
Liên hoan Phim Việt Nam lần thứ 18 được tổ chức tại thành phố Hạ Long, Quảng Ninh từ ngày 14 tháng 10 đến 16 tháng 10 năm 2013, là một trong những sự kiện quan trọng trong chuỗi các hoạt động kỷ niệm 50 năm ngày thành lập tỉnh Quảng Ninh (30/10/1963 – 30/10/2013).
Sự kiện lần này do Cục Điện ảnh, Nhà hát Ca múa nhạc Việt Nam, Ban Văn nghệ Đài Truyền hình Việt Nam, UBND tỉnh Quảng Ninh và Khu Du lịch Tuần Châu phối hợp tổ chức.

## Tổ chức
Vì sự đột xuất của Lễ quốc tang Đại tướng Võ Nguyên Giáp, nên liên hoan phim Việt Nam lần thứ 18, ban đầu dự kiến tổ chức từ ngày 11 đến ngày 16 tháng 10 năm 2013, sau đó được rút lại thành từ ngày 14 đến ngày 16 tháng 10 năm 2013.

### Chuẩn bị
Liên hoan phim Việt Nam lần này có sự tham gia của 44 cơ sở điện ảnh trên cả nước với 139 bộ phim. Trong đó, có 23 phim điện ảnh, 6 phim truyện video, 10 phim tài liệu nhựa, 62 phim tài liệu video, 12 phim khoa học, 26 phim hoạt hình. Thể loại phim tham dự gồm: Phim truyện điện ảnh, Phim truyện video, Phim tài liệu, Phim khoa học, Phim hoạt hình. Với mỗi thể loại Phim điện ảnh, Phim truyện video, Phim tài liệu, Phim hoạt hình sẽ có các giải: 1 Bông sen Vàng, 2 Bông sen Bạc, 2 Giải thưởng của Ban Giám khảo. Và có thêm Giải phim truyện điện ảnh yêu thích do khán giả bình chọn. Các phim dự thi được sản xuất và có giấy phép phổ biến từ ngày 1 tháng 10 năm 2011 đến ngày 1 tháng 9 năm 2013. Hạn cuối nhận đăng ký là ngày 5 tháng 9 và nhận phim là ngày 15 tháng 9. Ngày 27 tháng 8, một buổi họp báo tại Hà Nội giới thiệu một số nét cơ bản về ý nghĩa, nội dụng, tiêu chí và tiến độ chuẩn bị Liên hoan phim.
Lễ khai mạc diễn ra vào tối ngày 14 tháng 10 tại nhà biểu diễn đa năng, Khu Du lịch và Giải trí quốc tế Tuần Châu, thành phố Hạ Long và được truyền hình trực tiếp trên kênh VTV1, do Lê Quý Dương viết kịch bản kiêm tổng đạo diễn.

### Trao giải và bế mạc
Lễ trao giải và bế mạc tổ chức tối 16 tháng 10, tại Khu Du lịch và Giải trí quốc tế Tuần Châu, mở đầu với phút tưởng niệm Đại tướng Võ Nguyên Giáp. Sau đó là các tiết mục múa nghệ thuật do diễn viên Nhà hát ca múa nhạc Việt Nam biểu diễn, trích đoạn phim Cánh đồng hoang và tâm sự của các Nghệ sĩ nhân dân Lan Hương và Trà Giang, trong phần ôn lại 60 năm phát triển của Điện ảnh Việt Nam và tri ân hai Nghệ sĩ nhân dân Bạch Diệp và Hải Ninh.

### Sự kiện khác
Các sự kiện diễn ra trong khuôn khổ Liên hoan phim lần còn có: Triển lãm Điện ảnh với Quảng Ninh; Điện ảnh với Quảng Ninh và quảng bá du lịch qua điện ảnh; Nghệ sỹ điện ảnh giao lưu với công nhân mỏ; Nghệ sỹ với các chiến sỹ bộ đội tỉnh Quảng Ninh.

## Giám khảo và đề cử

### Ban giám khảo
| Ban giám khảo Phim truyện nhựa / điện ảnh | Ban giám khảo Phim truyện nhựa / điện ảnh |               |
| ----------------------------------------- | ----------------------------------------- | ------------- |
| Đạo diễn - NSND Đào Bá Sơn                | trưởng ban                                | [ 15 ] [ 16 ] |
| Nhà văn Chu Lai                           |                                           | [ 15 ] [ 16 ] |
| Đạo diễn Hồ Quang Minh                    |                                           | [ 15 ] [ 16 ] |
| Nhà giáo ưu tú Nguyễn Trung Phan          |                                           | [ 15 ] [ 16 ] |
| Nhà quay phim Phạm Thanh Hà               |                                           | [ 15 ] [ 16 ] |
| Diễn viên - NSND Lan Hương                |                                           | [ 15 ] [ 16 ] |
| Đạo diễn âm thanh - đại tá Hoàng Anh      |                                           | [ 15 ] [ 16 ] |
| Nhà biên kịch Đinh Thiên PHúc             |                                           | [ 15 ] [ 16 ] |
| Nhạc sĩ Đỗ Hồng Quân                      |                                           | [ 15 ] [ 16 ] |
| Ban Giám khảo Phim tài liệu / khoa học    |                                           | [ 15 ] [ 16 ] |
| NSND, đạo diễn Đặng Xuân Hải              | Trưởng ban                                | [ 15 ] [ 16 ] |
| NSƯT Bùi Đắc Ngôn                         |                                           | [ 15 ] [ 16 ] |
| Nhà biên kịch Đoàn Minh Tuấn              |                                           | [ 15 ] [ 16 ] |
| NSND Vũ Thị Lệ Mỹ                         |                                           | [ 15 ] [ 16 ] |
| Đạo diễn Trần Tuấn Hiệp                   |                                           | [ 15 ] [ 16 ] |
| Nhà báo Tô Hoàng                          |                                           | [ 15 ] [ 16 ] |
| Ban Giám khảo Phim hoạt hình              |                                           | [ 15 ] [ 16 ] |
| NSND, đạo diễn Nguyễn Thị Phương Hoa      | Trưởng ban                                | [ 15 ] [ 16 ] |
| Đạo diễn Đào Minh Uyển                    |                                           | [ 15 ] [ 16 ] |
| Nhà báo Chu Thu Hằng                      |                                           | [ 15 ] [ 16 ] |
| Nhạc sĩ Doãn Nguyên                       |                                           | [ 15 ] [ 16 ] |
| Nhà văn Trần Ninh Hồ                      |                                           | [ 15 ] [ 16 ] |

### Đề cử
Trong số 139 phim tham gia đề cử, chỉ có 1/3 được đánh giá tốt, có những phim bị coi là "thảm họa" vẫn tham gia đề cử, trong khi những bom tấn từ 2011 đến 2013 như Mỹ nhân kế (đạo diễn Nguyễn Quang Dũng) hay được đánh giá cao như Lời nguyền huyết ngải (đạo diễn Bùi Thạc Chuyên), Ngọc viễn đông (đạo diễn Cường Ngô), gây tranh cãi như Ngôi nhà trong hẻm (đạo diễn Lê Văn Kiệt)... lại không tham gia.
| Tựa đề                       | Đạo diễn          | Sản xuất                                                             | Chú thích |
| ---------------------------- | ----------------- | -------------------------------------------------------------------- | --------- |
| Scandal-Bí mật thảm đỏ       | Victor Vũ         | Công ty cổ phần Phim Thiên Ngân và Công ty cổ phần giải trí Ngôi Sao |           |
| Đam mê                       | Phi Tiến Sơn      | Hãng phim Truyện 1                                                   |           |
| Thiên mệnh anh hùng          | Victor Vũ         | Hãng phim Phương Nam                                                 |           |
| Lạc lối                      | Phạm Nhuệ Giang   | Hãng phim truyện Việt Nam                                            |           |
| Những người viết huyền thoại | Bùi Tuấn Dũng     | Hãng phim truyện Việt Nam                                            |           |
| Lửa Phật                     | Dustin Nguyễn     |                                                                      | [ 18 ]    |
| Dành cho tháng 6             | Nguyễn Hữu Tuấn   | Công ty TNHH Giải trí tháng Sáu                                      | [ 18 ]    |
| Đường đua                    | Nguyễn Khắc Huy   | Blue Productions                                                     | [ 18 ]    |
| Và anh sẽ trở lại            | Đinh Tuấn Vũ      | Công ty cổ phần truyền thông và sản xuất SAA                         | [ 18 ]    |
| Cát nóng                     | Lê Hoàng          | Phim Giải Phóng                                                      | [ 17 ]    |
| Cưới ngay kẻo lỡ             | Charlie Nguyễn    | Chánh Phương và Thiên Ngân (Galaxy)                                  | [ 17 ]    |
| Giấc mộng giàu sang          | Công Hậu          |                                                                      | [ 18 ]    |
| Hello cô Ba                  | Nguyễn Quang Minh | Hãng phim Phước Sang                                                 | [ 18 ]    |
| Ranh giới trắng đen          |                   |                                                                      | [ 18 ]    |
| Yêu anh, em dám không?       |                   |                                                                      | [ 18 ]    |
| Hiệp sĩ guốc vông            |                   |                                                                      | [ 18 ]    |
| Săn đàn ông                  |                   |                                                                      | [ 19 ]    |
| Hoàng tử và Lọ lem           |                   |                                                                      | [ 19 ]    |
| Nhà có 5 nàng tiên           | Trần Ngọc Giàu    | Golden Screen Productions                                            |           |

## Kết quả

### Phim truyện nhựa / Điện ảnh
| Giải | Phim                         | Đạo diễn                                      | Sản xuất                                      | Chú thích |
| --- | ---------------------------- | --------------------------------------------- | --------------------------------------------- | --------- |
| Xem thêm: Giải Bông Sen cho phim truyện điện ảnh                                                          |                              |                                               |                                               |           |
| Bông sen Vàng                                                                                             | Những người viết huyền thoại | Bùi Tuấn Dũng                                 | Hãng phim truyện Việt Nam                     |           |
| Bông sen Vàng                                                                                             | Scandal: Bí mật thảm đỏ      | Victor Vũ                                     | c.ty Thiên Ngân và c.ty Ngôi Sao              |           |
| Bông sen Bạc                                                                                              | Lạc lối                      | Phạm Nhuệ Giang                               |                                               |           |
| Bông sen Bạc                                                                                              | Thiên mệnh anh hùng          | Victor Vũ                                     |                                               |           |
| Bằng khen của Ban giám khảo                                                                               | Và anh sẽ trở lại            |                                               |                                               |           |
| Bằng khen của Ban giám khảo                                                                               | Dành cho tháng 6             |                                               |                                               |           |
| Giải Phim yêu thích nhất do Khán giả bình chọn                                                            | Nhà có 5 nàng tiên           | Trần Ngọc Giàu                                | Golden Screen Productions                     |           |
| Giải Phim yêu thích nhất do Khán giả bình chọn                                                            | Những người viết huyền thoại | Bùi Tuấn Dũng                                 | Hãng phim truyện Việt Nam                     | [ 5 ]     |
| Xem thêm: Giải Bông Sen cho nam diễn viên chính xuất sắc và Giải Bông Sen cho nữ diễn viên chính xuất sắc |                              |                                               |                                               |           |
| Giải thưởng                                                                                               | Nhận giải                    | Phim                                          | Phim                                          | Chú thích |
| Nam diễn viên chính                                                                                       | Trương Minh Quốc Thái        | Những người viết huyền thoại                  | Những người viết huyền thoại                  |           |
| Nữ diễn viên chính                                                                                        | Tăng Bảo Quyên               | Những người viết huyền thoại                  | Những người viết huyền thoại                  |           |
| Nữ diễn viên chính                                                                                        | Vân Trang                    | Scandal-Bí mật thảm đỏ                        | Scandal-Bí mật thảm đỏ                        |           |
| Nam diễn viên phụ                                                                                         | Thái Hòa                     | Lửa Phật                                      | Lửa Phật                                      |           |
| Nữ diễn viên phụ                                                                                          | Nguyễn Thuỳ Linh             | Và anh sẽ trở lại                             | Và anh sẽ trở lại                             |           |
| Xem thêm: Giải Bông Sen cho đạo diễn xuất sắc và Giải Bông Sen cho biên kịch xuất sắc                     |                              |                                               |                                               |           |
| Giải thưởng                                                                                               | Nhận giải                    | Phim                                          | Phim                                          | Chú thích |
| Đạo diễn                                                                                                  | Victor Vũ                    | Scandal-Bí mật thảm đỏ và Thiên mệnh anh hùng | Scandal-Bí mật thảm đỏ và Thiên mệnh anh hùng |           |
| Quay phim                                                                                                 | Nguyễn Hữu Tuấn              | Lạc lối                                       | Lạc lối                                       |           |
| Quay phim                                                                                                 | Kieran Daniel Fowler         | Đường đua                                     | Đường đua                                     |           |
| Biên kịch                                                                                                 | Nguyễn Anh Dũng              | Những người viết huyền thoại                  | Những người viết huyền thoại                  |           |
| Họa sĩ | Nguyễn Nguyên Vũ             | Những người viết huyền thoại                  | Những người viết huyền thoại                  |           |
| Thiết kế âm thanh                                                                                         | Franck Desmouslins           | Lạc lối và Đam mê                             | Lạc lối và Đam mê                             |           |

### Phim video / điện ảnh truyền hình
| Giải thưởng               | Phim                                       | Đạo diễn                   | Sản xuất                                              |
| ------------------------- | ------------------------------------------ | -------------------------- | ----------------------------------------------------- |
| Bông sen Vàng             | Người cộng sự                              | Jun Moto, Phạm Thanh Phong | Đài Truyền hình Việt Nam và Deamax Nhật Bản sản xuất  |
| Bông sen Bạc              | Nước mắt người cha                         | Trần Trung Dũng            | Trung tâm sản xuất phim dân tộc, miền núi và biển đảo |
| Giải thưởng Ban giám khảo | Suối nguồn                                 | Trần Ngọc Phong            | Phim Giải Phóng                                       |
| Giải thưởng Ban giám khảo | Bản tình ca màu xanh                       |                            | Điện ảnh Quân đội nhân                                |
| Giải thưởng cá nhân       |                                            |                            |                                                       |
| Đạo diễn                  | Trần Trung Dũng                            | Nước mắt người cha         |                                                       |
| Biên kịch                 | - Thu Dung - Trần Trung Dũng - Nguyễn Trực | Nước mắt người cha         |                                                       |
| Quay phim                 | Nguyễn Mai Hiền và Hoshi Ryuta             | Người cộng sự              |                                                       |
| Thiết kế mỹ thuật         | Đặng Trọng Tuân – Miyazaki Morihiro        | Người cộng sự              |                                                       |
| Nữ diễn viên chính        | Emi Takei                                  | Người cộng sự              |                                                       |
| Nam diễn viên chính       | Phạm Huỳnh Đông                            | Người cộng sự              |                                                       |
| Nam diễn viên phụ         | Lê Chí Kiên                                | Nước mắt người cha         |                                                       |
| Nữ diễn viên phụ          | Hồng Thi                                   | Suối nguồn                 |                                                       |

### Phim tài liệu / khoa học
| Phim khoa học                                                                         | Phim khoa học                          | Phim khoa học                  | Phim khoa học                  | Phim khoa học |
| Giải thưởng                                                                           | Phim                                   | Đạo diễn                       | Sản xuất                       | Chú thích     |
| ------------------------------------------------------------------------------------- | -------------------------------------- | ------------------------------ | ------------------------------ | ------------- |
| Bông sen Vàng                                                                         | Bí mật từ những kho tượng Phật         | Nguyễn Hoàng Lâm               |                                |               |
| Bông sen Bạc                                                                          | Mùa chim làm tổ                        |                                |                                |               |
| Giải thưởng Ban giám khảo                                                             | Bản đồ tư duy - Một hành trình kết nối |                                |                                |               |
| Giải thưởng Ban giám khảo                                                             | Điện gió                               |                                |                                |               |
| Xem thêm: Giải Bông Sen cho đạo diễn xuất sắc và Giải Bông Sen cho biên kịch xuất sắc |                                        |                                |                                |               |
| Giải thưởng                                                                           | Nhận giải                              | Phim tham gia                  | Phim tham gia                  | Chú thích     |
| Đạo diễn                                                                              | Nguyễn Hoàng Lâm                       | Bí mật từ những kho tượng phật | Bí mật từ những kho tượng phật |               |
| Biên kịch                                                                             | Nguyễn Hoàng Lâm                       | Bí mật từ những kho tượng phật | Bí mật từ những kho tượng phật |               |
| Quay phim                                                                             | - Chu Vui - Tài Văn - Đức Hiếu         | Mùa chim làm tổ                | Mùa chim làm tổ                |               |

| Phim tài liệu                                                                         | Phim tài liệu                   | Phim tài liệu                     | Phim tài liệu                 | Phim tài liệu |
| Giải thưởng                                                                           | Phim                            | Đạo diễn                          | Sản xuất                      | Chú thích     |
| ------------------------------------------------------------------------------------- | ------------------------------- | --------------------------------- | ----------------------------- | ------------- |
| Bông sen Vàng                                                                         | Có một cơ hội bỏ lỡ             | Nguyễn Mộng Long và Uông Thị Hạnh |                               | [ 20 ]        |
| Bông sen Bạc                                                                          | Ký ức một thời                  |                                   |                               |               |
| Bông sen Bạc                                                                          | Chuyện dài ở bệnh viện          | Trịnh Quang Tùng                  |                               |               |
| Giải thưởng Ban giám khảo                                                             | Andre Menras - Một người Việt   | Đào Thanh Tùng                    |                               |               |
| Giải thưởng Ban giám khảo                                                             | Câu chuyện về ngôi nhà An Phúc  |                                   |                               |               |
| Xem thêm: Giải Bông Sen cho đạo diễn xuất sắc và Giải Bông Sen cho biên kịch xuất sắc |                                 |                                   |                               |               |
| Giải thưởng                                                                           | Nhận giải                       | Phim                              | Phim                          | Chú thích     |
| Đạo diễn                                                                              | Nguyễn Mộng Long, Uông Thị Hạnh | Có một cơ hội bỏ lỡ               | Có một cơ hội bỏ lỡ           | [ 20 ]        |
| Quay phim                                                                             | Trần Xuân Trung                 | Người thả chiều vào tranh         | Người thả chiều vào tranh     |               |
| Kịch bản                                                                              | Đào Thanh Tùng                  | Andre Menras - Một người Việt     | Andre Menras - Một người Việt |               |
| Âm thanh                                                                              | Dương Thế Vinh                  | Ký ức một thời                    | Ký ức một thời                |               |

### Phim hoạt hình
| Giải thưởng               | Nhận giải            | Đạo diễn           | Chú thích |
| ------------------------- | -------------------- | ------------------ | --------- |
| Bông sen Vàng             | Bờ vàng              | Trần Khánh Duyên   |           |
| Bông sen Bạc              | Trần Quốc Toản       | Trần Trọng Bình    |           |
| Bông sen Bạc              | Khoảng trời          | Lê Bình            |           |
| Giải thưởng Ban giám khảo | Bù nhìn rơm          |                    |           |
| Giải thưởng Ban giám khảo | Càng to càng nhỏ     |                    |           |
| Giải cá nhân              |                      |                    |           |
| Giải thưởng               | Nhận giải            | Phim tham gia      | Chú thích |
| Đạo diễn                  | Trần Khánh Duyên     | Bò vàng            |           |
| Biên kịch                 | Nguyễn Thu Trang     | Bù nhìn rơm        |           |
| Họa sĩ tạo hình           | Lê Bình              | Trần Quốc Toản     |           |
| Thiết kế âm thanh         | Nguyễn Chí Hoàng Nam | Xin chào bút chì   |           |
| Âm nhạc                   | Ngọc Châu            | Đôi bạn            |           |
| Họa sĩ diễn xuất          | (nhóm họa sĩ)        | Hào khí Thăng Long |           |

## Đánh giá
Liên hoan phim lần này vẫn mắc phải những sai sót, nhanh chóng và không để lại nhiều ấn tượng. Buổi lễ trao giải năm nay, người dẫn chương trình cũng mắc phải sai lầm như Liên hoan phim Việt Nam lần thứ 17, các tiết mục nghệ thuật bị đánh giá là tẻ nhạt. Số lượng khán giả ít ỏi đến xem các buổi chiếu dù là miễn phí.
Là một trong những kỳ Liên hoan phim có nhiều tác phẩm tham dự nhưng chất lượng không đồng đều, theo đạo diễn Đào Bá Sơn, trong 23 phim điện ảnh chỉ có 1/3 số phim có chất lượng tốt. Những bộ phim có xu hướng miêu tả cái ác, cái xấu và bạo lực nhiều hơn những điều tốt đẹp, có những bộ phim không hạn chế độ tuổi nhưng vẫn không phù hợp với khán giả nhỏ tuổi.
Trong khi đấy thể loại phim hoạt hình và phim tài liệu khoa học có chất lượng đang ngày càng tốt hơn. Có nhiều phim hoạt hình không chỉ dành cho thiếu nhi mà với cả người lớn.
Tính đến kỳ Liên hoan này, cách thức hoạt động vẫn là các hãng phim, các nhà sản xuất tự chọn phim và gửi đến đề cử, Ban tổ chức về cơ bản đều chấp nhận hết số đề cử này. Ban tổ chức dự định tại Liên hoan phim Việt Nam lần thứ 19 sẽ sàng lọc chất lượng phim để đưa vào danh sách đề cử.